# Karl Wasch
Karl „Kalle“ Wasch (* 20. Februar 1930 in Novi Sad; † 3. Juli 2021) war ein deutscher Fußballspieler, der für den 1. SC Göttingen 05 von 1952 bis 1958 in der erstklassigen Fußball-Oberliga Nord als Stürmer im damaligen WM-System insgesamt 170 Ligaspiele mit 51 Toren absolviert hat.

## Laufbahn

### Jugend
Aufgewachsen war Karl Wasch bei seinen Eltern in der Vojvodina, in der Nähe von Novi Sad. Nach der Umsiedlung 1944 lebte die Familie zwei Jahre in einem kleinen Dorf in Südmähren. Karl Wasch war nun ungarischer Staatsangehöriger in der CSSR. Er hatte Ski- und Schlittschuhlaufen gelernt und Völkerball gespielt; für den Fußball waren es aber zwei verlorene Jahre. 1946 wurde der Familie die Ausreise nach Deutschland genehmigt und die Wasch‘s landeten im südhessischen Froschhausen im Landkreis Offenbach. Jetzt konnte der 16-jährige Karl endlich wieder das Spiel mit dem Lederball in den Vordergrund stellen, dem er schon in einer Jugendmannschaft in Novi Sad nachgerannt war. Die Dorfjugend, Flüchtlingen gegenüber eher skeptisch, war umgehend angetan gewesen von dem neuen Mitspieler, und der schoss Tore für den TuS, Monat um Monat, Saison um Saison. Es blieb nicht aus: In einem Spiel in der Südhessen-Auswahl wurde der damalige Trainer vom Südoberligisten SV Waldhof, Fritz Rebell, auf das Talent aus Froschhausen aufmerksam. Nach einem Probetraining auf dem Waldhof lag ein unterschriftsreifer Vertrag vor, doch dann verstarb der Vater und das Veto der Mutter verhinderte, dass Karl bereits jetzt Vertragsspieler hatte werden können. Der noch nicht Volljährige erlernte den Beruf des Feintäschners, musste sich fügen und sich weiterhin mit 5 Mark 80 pro Woche begnügen.

### Göttingen 05, 1952 bis 1960
Als Karl drei Jahre später endlich volljährig war, Rebell in der Oberliga Nord bei Göttingen 05 tätig war und der Verlust des torgefährlichen Angreifers Walter Müller zum 1. FC Köln zu verkraften war, dachte Rebell wieder an das Talent aus Froschhausen und holte den Offensivspieler vor der Saison 1952/53 zu den Schwarz-Gelben nach Südniedersachsen. Damit war für den 22-Jährigen doch noch die erhoffte Fußballkarriere wahrgeworden, an die der schmächtige, aber torgefährliche Stürmer des TuS Froschhausen kaum mehr geglaubt hatte.
„Kalle“ Wasch debütierte am 24. August 1952, bei einer 2:4-Heimniederlage gegen den Eimsbütteler TV als Rechtsaußen in der Oberliga Nord. Mit Vorbereiter und Flankengeber Wasch wurde Günter Schlegel mit 26 Treffern vor Kurt Hinsch (Altona 93) mit 23 Toren Torschützenkönig in der Oberliga Nord und die insgesamt 73 erzielten Treffer führten Göttingen auf den 5. Tabellenrang; die beste Platzierung für Göttingen in der Oberligahistorie. Der neue Stürmer hatte in 27 Ligaeinsätzen elf Tore an der Seite von Mitspielern wie Gerd Skudlarek, Helmut Bachert, Günter Fuchs, Heinz Kling, Wilhelm Koschinski und Willi Werner erzielt und Mannschaft wie Anhänger mit seiner Leistung überzeugt. Wasch brachte in den nächsten Runden zwar konstant gute Leistungen zuwege, Göttingen konnte aber den Weggang von Schlegel zum Hamburger SV im Sommer 1953 sportlich nicht verkraften. Es ging in der Tabelle nach unten. Auch als der quirlige, lauf- und kopfballstarke Angreifer in der Saison 1956/57 für die Schwarz-Gelben alle 30 Rundenspiele absolvierte und 15 Tore erzielt hatte, landete seine Mannschaft mit 29:31 Punkten auf dem 10. Rang.
Im darauf folgenden Spieljahr, 1957/58, stieg Göttingen sogar in das Amateurlager ab. Bei Grüne kann man über die Gründe nachlesen: „Der Mannschaft fehlte es nicht nur an spielerischem Können, sondern vor allem an der nötigen kämpferischen Einstellung. Interne Reibereien hatten zum Bruch im Mannschaftsgefüge geführt. Besonders augenfällig war dies beim Bremerhaven-Spiel gewesen, bei dem nach Aussage von ‚Kalle‘ Wasch und Tibor Kesztyüs „vier Leute auf dem Platz standen, die vorher die ganze Nacht durch Skat gespielt hatten“.“ Wasch hatte nochmals unter Trainer Josef Kraatz in 29 Ligaspielen acht Tore für den Absteiger erzielt.
„Kalle“ Wasch der beruflich als Kalkulator in einer Schuhfabrik in Sudenheim dem Leder treu geblieben war, beendete nach zwei weiteren Jahren in der Amateur-Oberliga Niedersachsen, Staffel Ost, seine Spielerlaufbahn. Dem Fußball war er als Trainer bei der A-Jugend von Göttingen 05, beim VfL Duderstadt, Bovender SV, der SVG 07 und zuletzt der C-Jugend von Göttingen 05 weiterhin verbunden geblieben. Selbst kickte der einstige Oberliga-Leistungsträger noch bis ins hohe Alter in der fünften Mannschaft in der 3. Kreisklasse.